# Liste der Kellergassen in Ottenthal
Die Liste der Kellergassen in Ottenthal führt die Kellergassen der niederösterreichischen Gemeinde Ottenthal an.
| Foto |                 | Kellergasse               | Standort               | Beschreibung |
| ---- | --------------- | ------------------------- | ---------------------- | --- |
| BW   | Datei hochladen | „Beim Sportplatz“         | KG: Ottenthal Standort | Die Kellergasse ist eine einseitige Einzelkellergasse in Hanglage. Sie besteht aus 34 Gebäuden und hat eine Länge von 300 Metern. Die älteste Datierung geht auf das Jahr 1868 zurück.  |
| BW   | Datei hochladen | „Hintaus nördlicher Teil“ | KG: Ottenthal Standort | Die Kellergasse ist eine einseitige Einzelkellergasse in der Ebene. Sie besteht aus 19 Gebäuden und hat eine Länge von 150 Metern. Die älteste Datierung geht auf das Jahr 1934 zurück. |
| BW   | Datei hochladen | „Hintaus südlicher Teil“  | KG: Ottenthal Standort | Die Kellergasse ist eine einseitige Einzelkellergasse in der Ebene. Sie besteht aus 34 Gebäuden und hat eine Länge von 250 Metern. Die älteste Datierung geht auf das Jahr 1931 zurück. |
| ja   | Datei hochladen | „Pottenhofener Straße“    | KG: Ottenthal Standort | Die Kellergasse ist eine beidseitige Einzelkellergasse in Grabenlage. Sie besteht aus 16 Gebäuden und hat eine Länge von 100 Metern.                                                    |

| Foto:                    | Fotografie der Kellergasse (Gesamtheit). Klicken des Fotos erzeugt eine vergrößerte Ansicht. Daneben finden sich zwei Symbole: \| Weitere Bilder vorhanden \| Das Symbol bedeutet, dass weitere Fotos des Objekts verfügbar sind. Durch Klicken des Symbols werden sie angezeigt. \| \| Eigenes Foto hochladen \| Durch Klicken des Symbols können weitere Fotos des Objekts in das Medienarchiv Wikimedia Commons hochgeladen werden. \| |
| Name:                    | Bezeichnung der Kellergasse |
| Standort:                | Es ist die Katastralgemeinde (KG) angegeben. Durch Aufruf des Links Standort wird die Lage der Kellergasse in verschiedenen Kartenprojekten angezeigt. |
| Beschreibung             | Kurze Beschreibung der Kellergasse |
| Weitere Bilder vorhanden | Das Symbol bedeutet, dass weitere Fotos des Objekts verfügbar sind. Durch Klicken des Symbols werden sie angezeigt. |
| Eigenes Foto hochladen   | Durch Klicken des Symbols können weitere Fotos des Objekts in das Medienarchiv Wikimedia Commons hochgeladen werden. |